# Inverkeithing
Inverkeithing è una città e Royal burgh nel Fife, in Scozia, situata sul Firth of Forth. Al censimento del 2001 aveva una popolazione di 5.412 abitanti. 
La città portuale, che ricevette lo status di burgh da Davide I di Scozia (1124-1153) nel XII secolo, si trova a circa 15 km a nord dell'aeroporto di Edimburgo ed a circa 7 km dal centro di Dunfermline. La città contemporanea è oggi connessa alle vicine Rosyth e Dalgety Bay.